# Siegburger Steinzeug

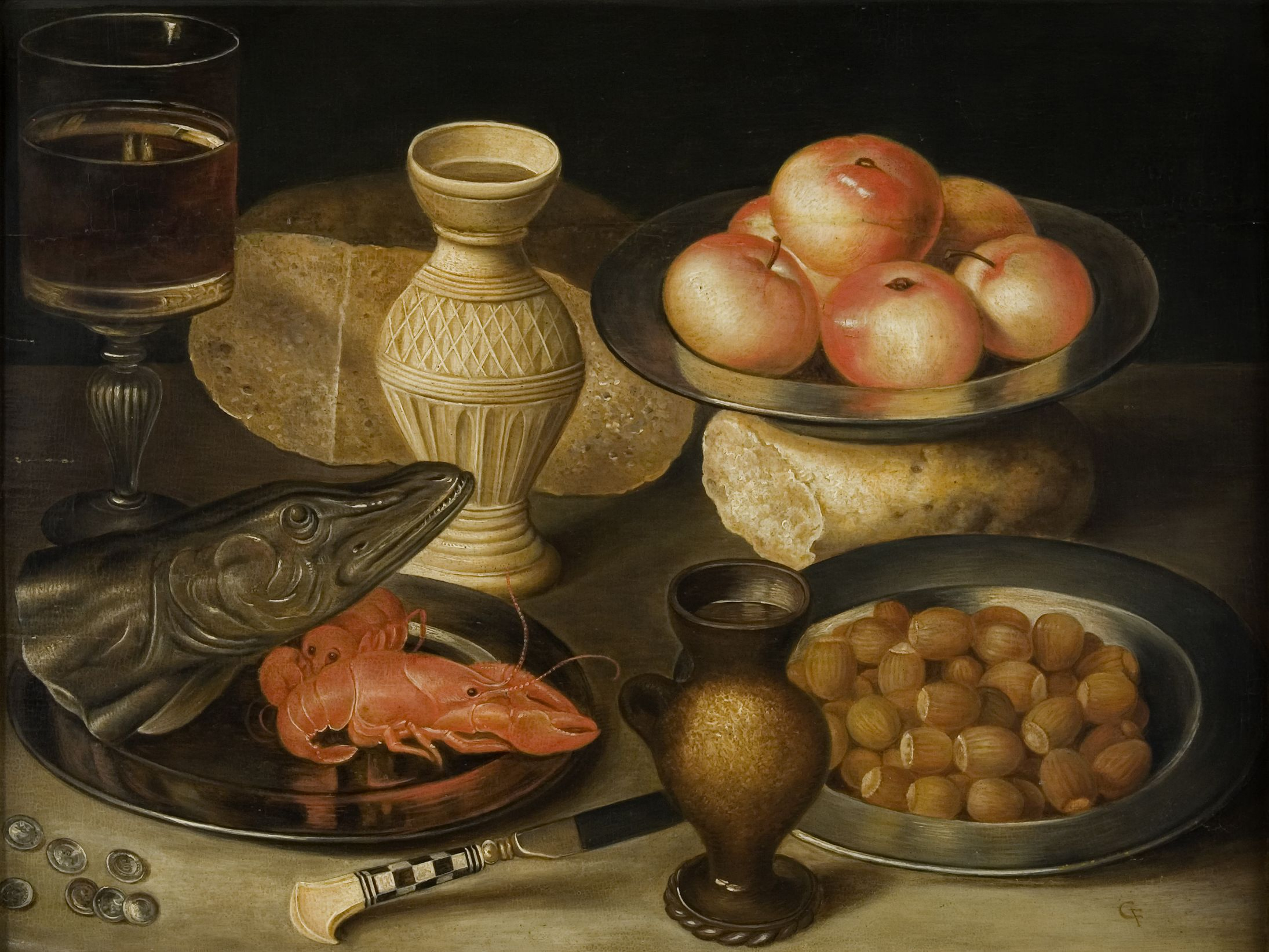
Stillleben von Georg Flegel; 17. Jahrhundert mit Siegburger Keramik.

Siegburger Steinzeug ist eine keramische Warenart, die im Spätmittelalter und in der frühen Neuzeit im rheinländischen Töpferort Siegburg-Aulgasse produziert wurde. Die Siegburger Gefäßkeramik wurde im 14. bis 17. Jahrhundert in großen Mengen in ganz Europa gehandelt und gilt neben ihrer kunstgeschichtlichen Bedeutung als wichtiger Marker bei der Datierung archäologischer Fundstellen aus dieser Zeit. Sie ist eine der dominierenden Warenarten unter dem Deutschen Steinzeug.

## Historische Entwicklung

Die Aulgasse auf der Karte von Tranchot um 1810

Begünstigt wurde die Ansiedlung eines Töpfereistandortes in Siegburg-Aulgasse im späten Mittelalter durch das Vorhandensein von qualitativ hochwertigen Tonlagerstätten und reichen Waldbeständen für Feuerholz nahe der Stadt.
Ein weiterer begünstigender Faktor war die Nähe des Standortes zur Sieg. Der Fluss war bis in die Neuzeit hinein zwischen Siegburg und seiner Mündung in den Rhein schiffbar, so dass der Töpferstandort an die Handelswege von Rhein und Maas angeschlossen war.
Trotz innovativer Formen, wie dem für Siegburger Steinzeug typischem Trichterhalsbecher, der hier im 14. Jahrhundert entwickelt wurde, blieben die Siegburger Töpfereiprodukte in ihrer Bedeutung lange hinter dem Kölner Steinzeug zurück. Erst als in der Mitte des 16. Jahrhunderts die Kölner Töpfer aus der Stadt vertrieben wurden, gelangte der Siegburger Standort zu seiner Blütezeit. Eine besonders tragende Rolle kommt dabei der Werkstatt des Anno Knütgen zu. Möglicherweise fanden zu jener Zeit auch ehemals Kölner Werkmänner, wie Franz Trac, neue Anstellungen in Siegburg und brachten das Wissen um neue Techniken der Kölner Töpfermeister mit.
Mit dem Truchsessischen Krieg, in den die Stadt Siegburg verwickelt wurde, erlebte die Steinzeugproduktion der Aulgasse einen ersten Einbruch. 1586/87 belagerten spanische Truppen unter dem Kommando von Don Fabion Gonzago die Stadt. Da die Töpfersiedlung Aulgasse unmittelbar vor der schützenden Stadtmauer lag, nahmen hier die Soldaten während der Belagerung Quartier. Bei ihrem Rückzug stecken die Spanier die Häuser der Aulgasse in Brand.
Für die Ulner glimpflicher verlief eine weitere Belagerung Siegburgs im Jahre 1615, als im Zuge des Jülich-Klevischen Erbfolgestreites brandenburgische Truppen die Stadt einzunehmen versuchten. Hierbei blieb das Hab und Gut der Töpferfamilien in der Aulgasse weitgehend verschont.
Während des Dreißigjährigen Krieges ging zunächst der Fernabsatz des Siegburger Steinzeugs zurück. In der Aulgasse lief die Steinzeugproduktion jedoch auf hohem kunsthandwerklichen Niveau weiter, bis es 1632 zur Plünderung und Zerstörung der Stadt durch schwedische Truppen unter General Baudissin kam. Dabei wurden auch die Häuser und Werkstätten in der Aulgasse niedergebrannt. Die Schweden hielten Siegburg drei Jahre lang besetzt. In dieser Zeit verarmten die zurückgebliebenen Bürger und die Steinzeugproduktion kam nahezu zum Erliegen.
Zu den Kriegsfolgen kamen im ausgehenden 16. Jahrhundert und zu Beginn des 17. Jahrhunderts juristische Repressalien. Die reichen Töpferfamilien sahen sich zunehmend der Hexenverfolgung ihrer Familienmitglieder ausgesetzt und verließen sukzessive die Stadt, um sich in Troisdorf-Altenrath und im Kannenbäckerland anzusiedeln. Hier begannen sie erneut eine bedeutende Steinzeugproduktion. Nur drei Töpfermeister waren in der Mitte des 17. Jahrhunderts noch in der Aulgasse zurückgeblieben, stellten aber kaum noch nennenswerte Mengen an Steinzeug her. Ab dem 17. Jahrhundert tritt die Bedeutung der Siegburger Produktion weit hinter die der Westerwälder Keramik zurück.

### Ulner und Ulnerzunft
Die Siegburger Töpfer nannten sich selber „Ulner“ beziehungsweise „Eulner“. Diese Ausdrücke leiten sich vom lateinischen „olla“ = Topf her. Die Siedlung der Töpfer nordöstlich vor den Toren Siegburgs nannte sich nach den Bewohnern Ulgasse oder Aulgasse, so auch der heutige Ortsname.
Vor 1429 schlossen sich die Siegburger Töpfer zu einer Zunft unter der Kontrolle des Siegburger Abtes zusammen. Die Zunftordnung wurde 1516, 1532, 1552 und 1706 neu abgefasst und wurde noch bis ins 18. Jahrhundert hinein befolgt. In 42 Artikeln regelte diese noch erhaltene Zunftordnung Herstellung und Handel des Siegburger Steinzeugs. In der gesperrten Zunft durfte das Wissen der Siegburger Töpfer nur an ehelich geborene Söhne weitergegeben werden. Die Lehrzeit betrug sechs Jahre. Verstarb ein Töpfer ohne Nachfolger, so war es dessen Witwe erlaubt, das Geschäft fortzuführen.
Einem Töpfermeister wurde die Anzahl der Öfen vorgegeben, die er im Jahr fahren durfte. Im Normalfall waren das neun bis sechzehn Öfen, die zwischen Aschermittwoch und dem Martinstag bestückt werden durften. Während der Frostperiode im Winter war die Herstellung von Steinzeug aus qualitativen Gründen untersagt. Eine Ausnahme bildeten Steinzeugbestellungen der Kölner Herren, die auch in den Wintermonaten bedient werden durften.
Vier gekorene Meister (Kerbmeister), von denen jährlich zwei neu gewählt wurden, überwachten die Einhaltung der Zunftordnung. Sie legten Produktionsmengen und Preise fest und vertraten die Ulnerzunft in allen Belangen nach außen. Ihre Urteile konnten ausschließlich beim Abt angefochten werden.
Zu einem Zunftbetrieb eines Ulners gehörten neben dem Töpfermeister und dessen Familie auch Werkmänner, unselbstständige Töpfer mit abgeschlossener Lehre. Weiterhin wurden zahlreiche Handwerker beschäftigt. Sogenannte Dagräber (Tongäber, Da = Ton), die Ton im Tagebau abbauten und Damächer, die den rohen Ton für die Töpferei aufbereiteten, Eidsleute, Hilfskräfte in den Werkstätten, die schwören mussten, Betriebsgeheimnisse ihres Arbeitgebers nicht weiter zugeben sowie Holzer, die das notwendige Feuerholz schlugen und Bereitsleute für Hilfstätigkeiten, wie den Bau der Öfen, Transportarbeiten etc. Während des Produktionszeitraums durfte kein Arbeiter seinen Betrieb verlassen. Wollte ein Arbeiter im Folgejahr für einen anderen Ulnermeister tätig sein, musste er zum Johannistag kündigen.
Die strenge Ordnung der gesperrten Ulnerzunft bewirkte, dass die Steinzeugproduktion Siegburgs über Jahrhunderte in der Hand einiger weniger Familien war. Die wichtigsten Töpferfamilien waren die Familien Knütgen, Vlach (Flach), Omian und Simons (Zeiman).
Nach der Abwanderung der Töpfermeister zu Beginn des 17. Jahrhunderts waren aus diesen Familien nur noch drei Töpfermeister in Siegburg zurückgeblieben. Um ein drohendes Aussterben der Ulnerzunft zu verhindern, nahm Abt Johann von Bock zu Pattern 1654 mit Eberhard Lutz aus Koblenz-Ehrenbreitstein erstmals einen Fremden Töpfermeister in die Zunft auf.

### Brauchtum
In Siegburg war es gepflegter Brauch, auch die Armen am Wohlstand der Ulner teilhaben zu lassen. Am Tag vor dem Fest des heiligen Anno (5. Dezember) durfte sich jeder hilfebedürftige Einwohner in der Aulgasse einen Krug bei einem der ansässigen Ulner abholen. Diesen bekam der Bedürftige im Kloster mit Bier (Annonis Bier) gefüllt. Der Brauch sah vor, dass der Krug jedoch nur soweit gefüllt wurde, wie der Empfänger noch mit einer Hand heben konnte. Zur Bierspende bekam der Bedürftige noch einen Weißpfennig und ein Pfund Gerste.

## Handel
Siegburger Steinzeug erfreute sich aufgrund seiner Qualität und Kunstfertigkeit in ganz Europa großer Beliebtheit. Der Handel in den großen Hansestädten und dem Nordseeraum wurde meist von Kölner Kaufleuten besorgt. Auf diese Weise wurde die Siegburger Steinzeugprodukte im Ausland auch als „Kölnisches Steinzeug“ bekannt. In Köln selbst war die Steinzeugherstellung (Krugbäckerei) nach 1542 per Ratsbeschluss verboten worden, Kölner Händler gehörten jedoch zu den größten Abnehmern der Siegburger Ulner. Gleichzeitig genossen Siegburger Kaufleute in Köln großes Ansehen und das Privileg der Zollfreiheit. Ihnen war es gestattet, sich in der Stadt Köln bis zu zwei Jahre lang aufzuhalten ohne sich, wie sonst üblich, einer  der Gaffeln anschließen zu müssen.
Die Siegburger Töpfermeister schlossen gewöhnlich langfristige Verträge mit einem festgeschriebenen Mindestabsatz und einer Exklusivklausel mit einem Händler ab, der ein bestimmtes Gebiet beliefern sollte. Bezüglich der zugeteilten Mengen waren die Kölner Kaufleute deutlich bevorzugt. Aber auch die Weinregionen Süddeutschlands waren ein vorrangiges Absatzgebiet.

### Rohtonexport
Trotz der hervorragenden Qualität der Siegburger Tonerde, der sich gut für filigrane Keramikprodukte eignet, wurden in Siegburg nie Tonpfeifen oder Pfeifentonfiguren hergestellt. Der rohe Pfeifenton aus den Siegburger Tongruben wurde jedoch exportiert. So entstanden im 17. bis 19. Jahrhundert in Köln, am Niederrhein und in den Niederlanden Tonpfeifen aus Siegburger Ton. Beispielsweise sicherten sich 1687 die Pfeifenbäcker aus Gouda, Wesel und Duisburg Siegburger Tonerde bei dem Händler Christoffel Horningh.

## Technik

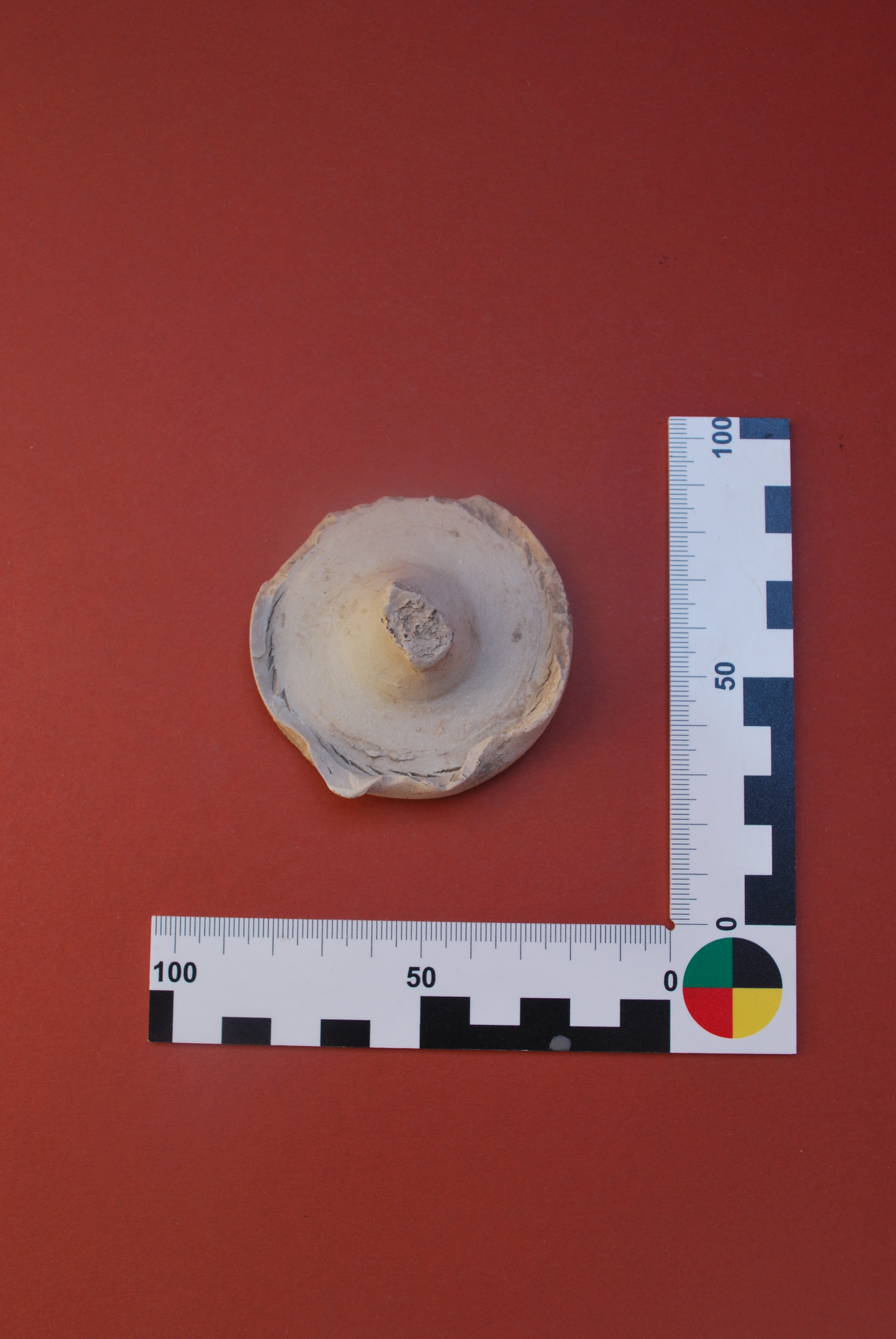
Für die Siegburger Steinzeugproduktion typische runde Brennhilfe.

Der in Siegburg in der sogenannten Dakaule anstehende tertiäre feuerfeste Ton ist von einer gleichmäßig feinen Körnung und arm an Eisenoxid. Die Eisenarmut führt dazu, dass der Siegburger Ton zu einem hellen, fast weißen Scherben brennt. Er wurde bereits seit der Römerzeit abgebaut und für die Herstellung von irdenem Geschirr genutzt. Der Ton für die Steinzeugproduktion wurde vornehmlich zwischen Siegburg und Lohmar in den Klinkenberger Marken und im Lohmarer Wald gewonnen.
Die Steinzeugproduktion beginnt in Siegburg um 1400. Die ersten Gefäßtypen weisen bereits den für Siegburg typischen hellen Scherben auf. Sie sind rot geflammt und haben einen Wellenfuß. Als Dekor treten erste, kleine Rundauflagen auf.

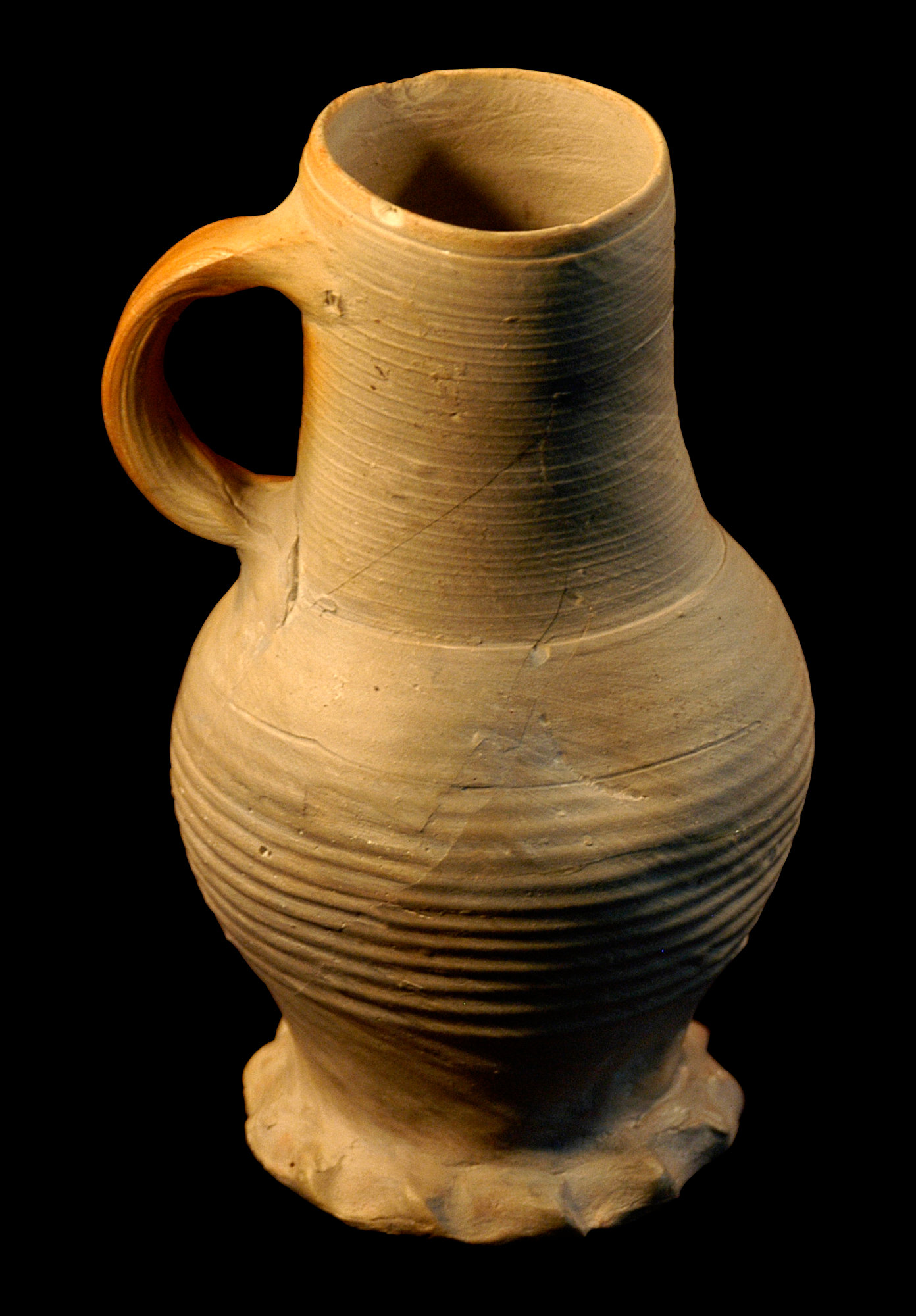
Siegburger Kanne; Ende 14. Jahrhundert.

Während des 15. und zu Beginn des 16. Jahrhunderts werden in Siegburg, trotz einigen eigenen Entwicklungen, vor allem Kölner Vorbilder kopiert. Ab der Mitte des 16. Jahrhunderts kommen in Siegburg zunehmend künstlerisch ausgeprägte, große Rundauflagen mit allegorisch-religiösen und ornamentalen Motiven auf. Vermutlich unter dem Einfluss aus Köln stammender Werkmänner werden in der Siegburger Töpferkunst Elemente der Hochrenaissance in das bis dato noch gotisch geprägte Typenspektrum eingeführt. Maßgebend scheinen hierbei ab 1559 die Entwürfe von Franz Trac in der Werkstatt von Anno Knütgen gewesen zu sein.
Die in anderen rheinischen Töpferorten gängige Technik der Salzglasur wurde bei Siegburger Steinzeug nur selten angewandt. Der Glanz der Steinzeuggefäße wurde durch einen Ascheanflug während des Brennvorgangs erreicht. In der zweiten Hälfte des 16. Jahrhunderts experimentierte die Werkstatt des Anno Knütgen mit einer blauen Salzglasur, konnte damit in Siegburg jedoch nicht den gewünschten Erfolg erzielen. Erst nach dessen Abwanderung nach Troisdorf-Altenrath etablierte Knütgen diese Technik im Kannenbäckerland und schuf dort das für den Westerwald typische blau-graue Steinzeug.

## Formenspektrum
Das Formenspektrum des in Siegburg produzierten Steinzeugs besteht vornehmlich aus Gebrauchskeramik wie Kannen, Krüge, Feldflaschen und Trinkgeschirr. Als Kochgeschirr war Siegburger Steinzeug eher ungeeignet, da es bei hohen Temperaturschwankungen platzen kann. Dekor und Ausgestaltung der Ware erreichte in der 2. Hälfte des 16. Jahrhunderts ihren kunsthandwerklichen Höhepunkt.
Die Zunftordnung der Ulner gab detailliert vor, welche Gefäßtypen produziert werden durften und regelte abschließend auch, zu welchem Preis diese verkauft werden mussten. Der Zunftbrief von 1552 führt beispielsweise 32 verschiedene Gefäßtypen auf.

### Trichterhalsbecher und -krug

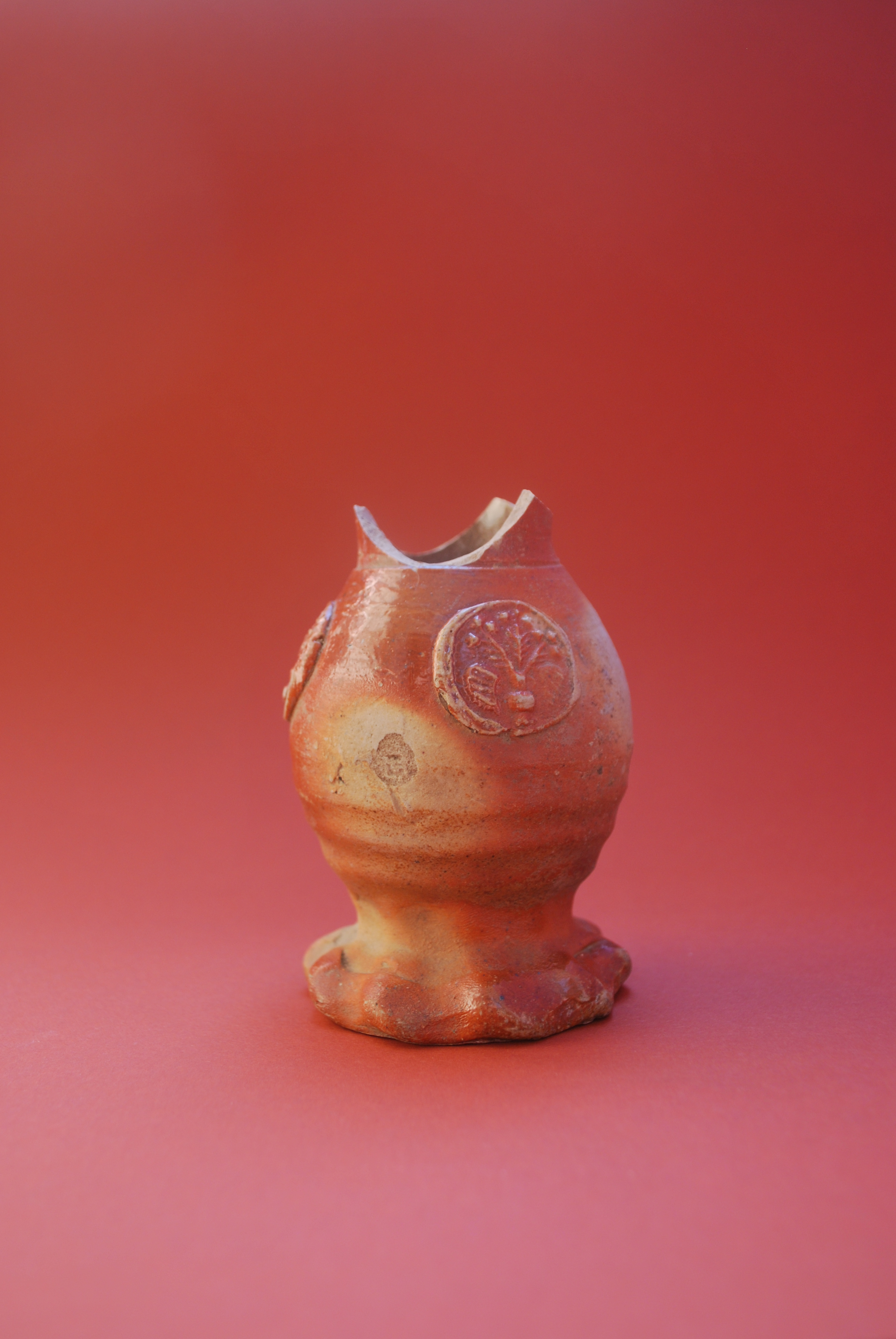
Früher Trichterhalsbecher; Ende 14. Jh.

Erste überregionale Bedeutung erlangte das Siegburger Steinzeug ab der 2. Hälfte des 14. Jahrhunderts, als hier der Gefäßtyp der Trichterhalsbecher entwickelt wurde. Die ersten Becher dieses spätgotischen Typs wiesen eine rotgeflammte Oberfläche auf und waren mit Wellenfüßen ausgestattet. Ab dem 15. Jahrhundert wechselt die geflammte Oberfläche zu reinem weißgrau. Der Wellenfuß bleibt diesem für Siegburg charakteristischen Trinkbecher noch bis zum Beginn des 16. Jahrhunderts erhalten und wird dann durch einen barocken aufgedrehten Standfuß mit Profilierung abgelöst. Einige Siegburger Töpferwerkstätten führen den Wellenfuß jedoch auch noch bei den Spätformen der Trichterhalsbecher weiter.

### Siegburger Schnelle

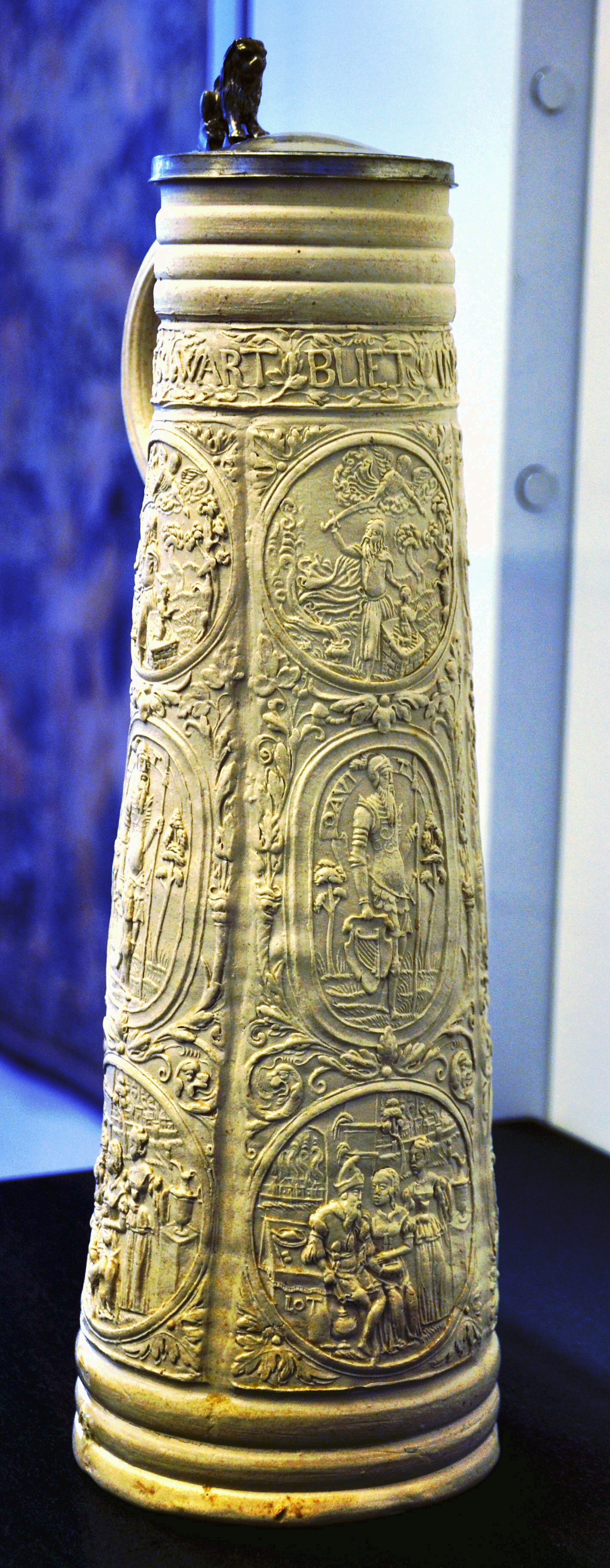
Schnelle des Franz Trac mit biblischen Szenen (nach 1560)

Einer der bekanntesten Gefäßtypen der Hochrenaissance ist die Schnelle. Schnellen sind schlanke, zylindrische Krüge, die sich nach oben hin leicht verjüngen. Sie sind als Trinkgefäße konzipiert und besitzen einen Henkel. Der Boden besteht aus einer häufig dreifach profilierten Platte.
Die modernen Kulturwissenschaften haben heute ein von der zeitgenössischen Begriffsverwendung leicht abweichendes Verständnis für die Bezeichnung Schnelle. Der Gefäßtyp, der nach der heutigen Begriffsauffassung als Schnelle bezeichnet wird, wurde vor der Mitte des 16. Jahrhunderts zunächst in Köln entwickelt und bald darauf von anderen rheinischen Töpferzentren, so auch in Siegburg, übernommen. Diese reich verzierten Krüge waren für einen gehobenen, adeligen oder großbürgerlichen Käuferkreis bestimmt.
Jedoch ist die Verwendung des Begriffs Schnelle aus überlieferten Siegburger Zunfturkunden bereits für die erste Hälfte des 16. Jahrhunderts nachgewiesen. Hier wurde der Ausdruck allerdings für als Massenware hergestellte, einfache Krüge ohne Dekorauflagen verwendet.
Kunstgeschichtliche Bedeutung erlangte die Siegburger Schnelle im heutigen Sinne gerade wegen deren kunsthandwerklich hochstehenden Dekorauflagen. Die steile Wandung wurde zunächst in drei Bildfelder geteilt, auf der meist religiöse oder mythologische Szenen wiedergegeben sind. Ebenfalls beliebte Motive waren allegorische Darstellungen der christlichen Tugenden sowie der Kardinaltugenden. Daneben sind auch Wappenbilder oder florale Motive bekannt. Ab den 1560er Jahren stellte als erster Franz Trac in der Werkstatt des Anno Knütgen Patrizen her, die nach Kölner Vorbild die gesamte Wandfläche zu einem einzigen Bildfeld zusammenfasste.
Die in Siegburg angefertigten Patrizen orientierten sich an künstlerischen Vorbildern ihrer Zeit. So sind Anlehnungen an die Kupferstiche Virgil Solis’ und Heinrich Aldegrevers häufig zu finden. Desgleichen lieferten auch Jost Amman, Hans Sebald Beham, Jörg Breu, Peter Flötner und Anton Woensam Anregungen für die Siegburger Formenschneider. Auch Kombinationen mehrerer Motive aus unterschiedlichen Kunstwerken sind bekannt. Für die Nutzung auf der zylindrischen Außenfläche der Schnellen konnten die Bildvorlagen jedoch nicht eins zu eins übernommen werden, sondern mussten perspektivisch angepasst werden, was ein künstlerisches Verständnis der Formenschneider voraussetzt.
Viele Siegburger Schnellen sind signiert, wobei als Signatur meist ein einfaches Monogramm verwendet wurde. Die Signatur ist stets auf der Dekorauflage, nie auf dem Gefäß selbst zu finden. In der Forschung werden diese Monogramme seit den Untersuchungen von Otto von Falke meist Werkmännern und Töpfermeistern zugeordnet. Am häufigsten treten die Monogramme FT (Franz Trac), LW (unbekannt), CM (unbekannt), HH (Hans Hilgers), PK (Peter Knütgen) und CK (Christian Knütgen) auf.

### Siegburger Pulle
Die Siegburger Pullen sind sehr bauchige Krüge mit einem flaschenartigen, engen Hals und einer hohen Lippe. Meist wird der Übergang vom Hals zur Schulter durch eine einzelne umlaufende Drehrille definiert. Auf Schulter und Halsansatz ist ein Bandhenkel aufgesetzt. Der Boden besteht aus einer einfachen abgeplatteten Standfläche ohne Fuß. Auf Bauch und Schulter sind Pullen mit ähnlichen Rundauflagen wie die Trichterbecher dekoriert.
Dieser Gefäßtyp ist gegen Ende der Blütezeit der Siegburger Steinzeugproduktion in der 2. Hälfte des 16. Jahrhunderts verbreitet. Nach dem Niedergang der Siegburger Ulner wird die Form der Pulle noch bis zum Ende des 17. Jahrhunderts im Kannenbäckerland tradiert.

### Ratskanne
Mit dem Begriff Ratskanne wird eine spezielle Kannenform bezeichnet, die Ende des 14. Jahrhunderts und zu Beginn des 16. Jahrhunderts in großer Stückzahl vom Rat der Stadt Köln von den Siegburger Ulnern bezogen wurden. Die Form steht noch in der spätgotischen Tradition. Der eigentliche ovale Gefäßkörper ist an der Basis zu einem zylindrischen Stiel verjüngt, der auf einem breiten Wellenfuß ruht. Der Hals ist meist kurz und eng, ähnlich einer Pulle. Auf Schulter und Halsansatz ist ein Bandhenkel aufgesetzt.

### Siegburger Bartmannkrug
In der zweiten Hälfte des 16. Jahrhunderts ergänzten auch Bartmannkrüge das Formenspektrum der Siegburger Steinzeugproduktion. Als Bartmann werden birnenförmige Trink- und Ausschankkrüge bezeichnet, die auf Hals und Gefäßschulter eine einzelne bärtige, männliche Gesichtsmaske tragen. Dieser Gefäßtyp nach Kölner Vorbild findet sich im 16. Jahrhundert in nahezu allen rheinischen Töpfereizentren. Im 17. und 18. Jahrhundert sind sie dann der prominenteste Typ des Frechener Steinzeugspektrums. In Siegburg kommen Bartmänner um 1550/1560 auf, verschwinden jedoch zu Beginn des 17. Jahrhunderts wieder aus dem Inventar.
Im Gegensatz zu den Kölner Vorbildern sind auf den Siegburger Maskenauflagen im Regelfall stilisierte, aber naturalistische Männergesichter mit Vollbart dargestellt. Fratzenmasken, wie sie bei einigen Kölner Bartmännern vorkommen, sind in Siegburg nur vereinzelt bei den sehr frühen Gefäßen zu finden. Die bekannten Bartmannkrüge sind gewöhnlich zwischen 16 cm und 26 cm hoch. Neben der Maskenauflage sind Siegburger Bartmannkrüge häufig mit zwei Friesen über der Gefäßschulter dekoriert. Zusätzlich kommen florale Verzierungselemente wie Akanthusranken oder Rosettenmuster vor. Der Maskenauflage gegenübergestellt ist ein Bandhenkel, der am Hals ansetzt und auf der Schulter in einem rechteckigen Abstrich endet. Gelegentlich sind die Dekorauflagen einschließlich der Bartmaske kobaltblau gefärbt. Einzelne Bartmannkrüge können flächig mit einem Muster aus blauen Tupfen bedeckt sein. Kobaltblaue Einfärbungen lassen auf eine Entstehung der betreffenden Gefäße aus der Werkstatt des Anno Knütgen schließen, der mit Kobaltblau in Siegburg experimentiert hatte. Nach dessen Abwanderung ins Kannenbäckerland hat Knütgen dem heutigen Kenntnisstand nach keine Bartmannkrüge mehr hergestellt.
Aus der wissenschaftlichen Auswertung der bisher vorgelegten Funde lässt sich eine typologische Entwicklung der Siegburger Bartmänner erkennen.
Bei frühen Bartmannkrügen besteht der Boden aus einer einfachen Bodenplatte. Nach 1570 wird der Boden höher und stärker profiliert. Auch sind die späteren Bartmannkrüge im Ganzen bauchiger.
Bei späteren Krugtypen war die Montage eines Zinndeckels üblich.
Eine Sonderform der Siegburger Bartmänner sind formgleiche Krüge, die statt einer Bartmaske eine einzelne Wappenauflage tragen. Neben der Wappenauflage können diese Wappenkrüge reicher dekoriert sein als gewöhnliche Bartmannkrüge. Kunsthandwerklich besonders hochstehende Wappenkrüge stammen ebenfalls aus der Werkstatt des Anno Knütgen. Im Gegensatz zu den einfachen Bartmannkrügen sind bei den Wappenkrügen Töpfersignaturen bekannt. Auch diese verweisen auf die Werkstätten der Familie Knütgen. Die erhaltenen Signaturen sind HH (Hans Hilgers) und CK (Christian Knütgen).

### Jakobakanne
Jakobakannen sind eine frühe Siegburger Gefäßform. Die an sich hohen, schlanken Kannen haben einen leicht ovalen Gefäßkörper, der sich zum Fuß hin verjüngt. Der Fuß ist als breiter Wellenfuß ausgestaltet. Der hohe konische Hals ist durch eine umlaufende Drehrille von der Schulter abgesetzt. Er mündet in eine weite, häufig leicht ausgebogene Lippe. Am Hals ist ein kurzer Bandhenkel angesetzt. Jakobakannen wurden in Siegburg ab dem ausgehenden 14. Jahrhundert bis Ende des 15. Jahrhunderts produziert.
Ihren heute gebräuchlichen Namen erhielten die Jakobakannen vermutlich erst im 17. Jahrhundert in Holland. Hierher waren Gefäße dieses Typs im ausgehenden Mittelalter in großer Stückzahl exportiert worden. Nachdem die Holländer nun häufig Scherben fanden, verbreitete sich bei ihnen die Annahme, diese Kannenform ginge auf Jacoba von Bayern zurück. Der Legende nach hatte die Gräfin von Holland und Brabant ihren Lebensabend auf Schloss Teylingen mit der Jagd nach Singvögeln verbracht. Nach der Jagd soll sie gerne Bier aus solchen Krügen getrunken und diese dann aus dem Fenster in den Burggraben geworfen haben.

### Siegburger Stegkanne

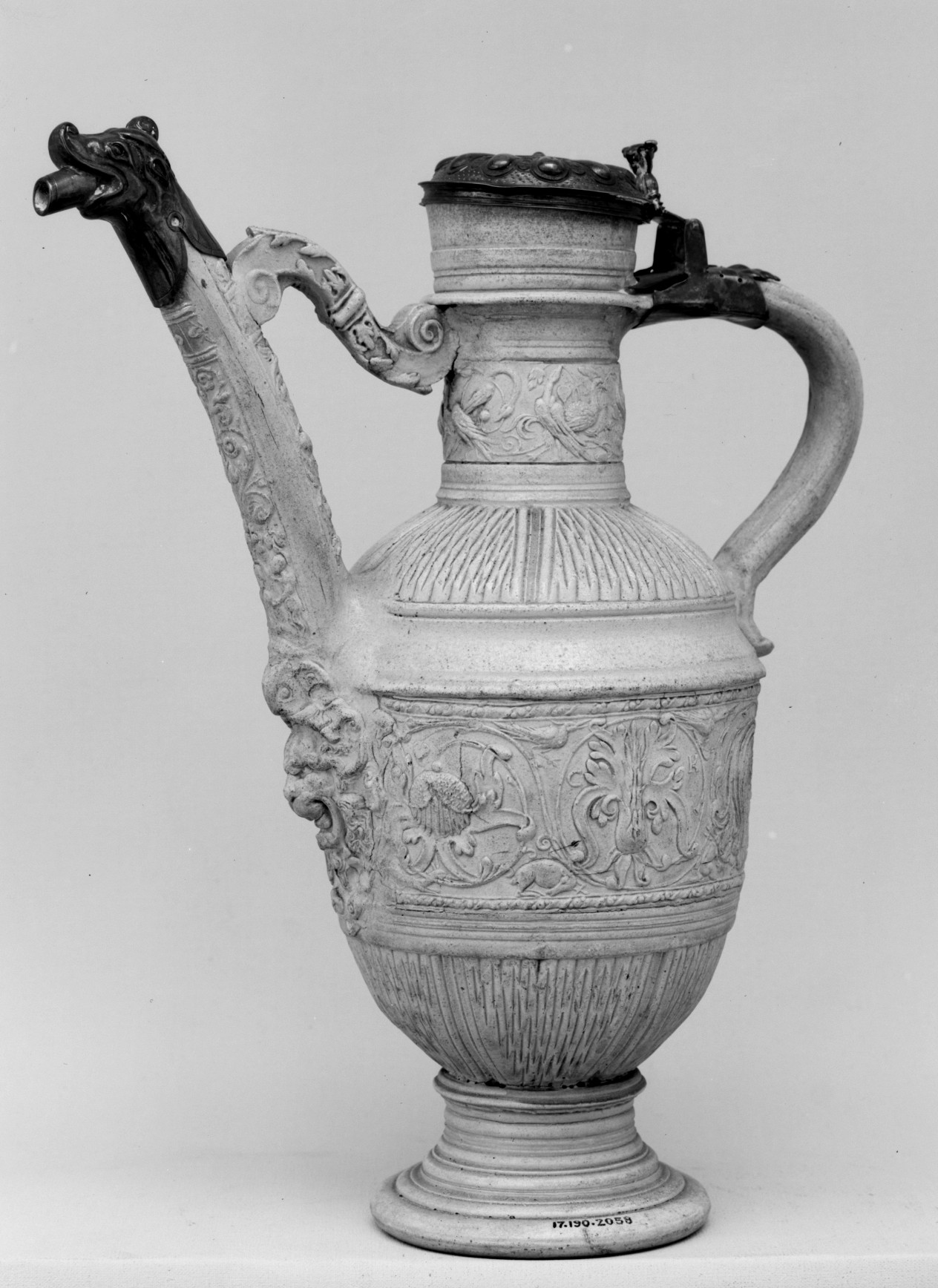
Siegburger Stegkanne, c. 1597, Metropolitain Museum of Art

Stegkannen sind Tüllenkannen, bei denen die Ausgusstülle mit einem Steg mit dem Gefäßhals verbunden sind. Diese schon im Barockstil stehenden Kannen besitzen einen eiförmigen Gefäßkörper, der auf einem stark profilierten Fuß ruht. Ein weit geschwungener Bandhenkel setzt an Hals und Schulter an. Hals und Bauch sind mit einem umlaufenden Bildfries dekoriert. Der namensgebende Tüllensteg ist in Siegburg S-förmig geschwungen.

## Forschung und Museen
Das Siegburger Steinzeug ist Thema zahlreicher archäologischer und kunstgeschichtlicher Publikationen. Eine abschließende Vorlage, besonders der Keramik ab dem 17. Jahrhundert, steht jedoch noch aus.

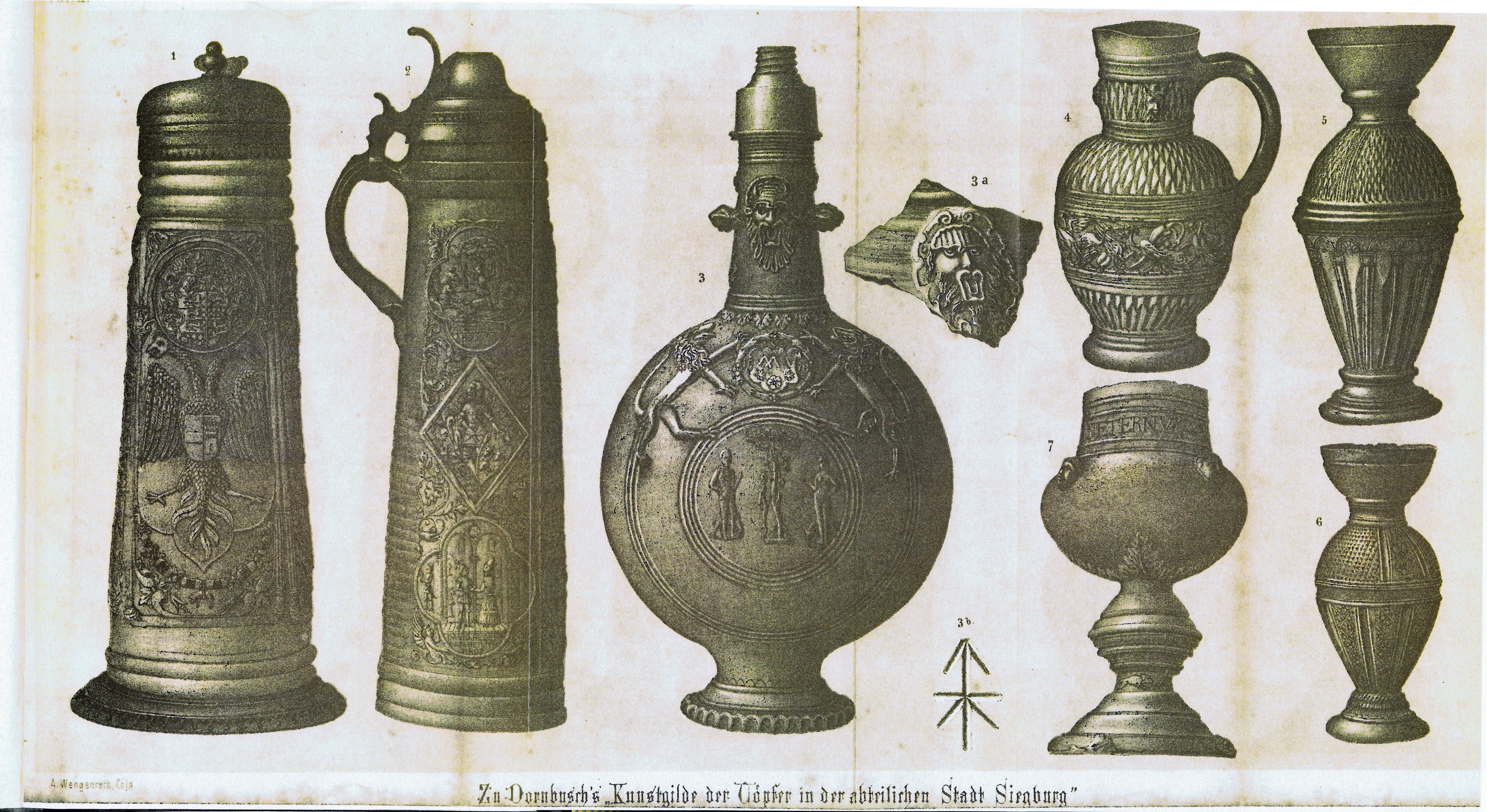
Bildtafel aus Dornbusch 1873.

Bereits 1873 veröffentlichte der katholische Geistliche Johann Baptist Dornbusch, Kaplan an St. Ursula in Köln, eine grundlegende Chronik zur Geschichte und Entwicklung des Siegburger Steinzeugs.
Bernhard Beckmann schlug 1975 eine erste typologische Gliederung der Ware anhand von Untersuchungen, die 1961 bis 1966 an einem in Siegburger Scherbenlager durchgeführt wurden vor. Er unterteilte die Siegburger Keramik des 12. bis 15. Jahrhunderts in vier Perioden. Spätere Ware ließ Beckmann außer Acht.
Elsa Hähnel veröffentlichte 1987 den ersten Teil eines zweibändigen Kataloges zu den Beständen an Siegburger Steinzeug aus dem LVR Freilichtmuseum Kommern. Darin setzt sich Hähnel kritisch mit den Vorschlägen Beckmanns auseinander und legt die Ergebnisse verschiedener naturwissenschaftlicher Untersuchungen vor. Der zweite Band erschien 1992.
1989/90 führte das LVR-Amt für Bodendenkmalpflege im Rheinland unter der Leitung von Thomas Ruppel in der Siegburger Aulgasse Nummer 8 umfassende archäologische Untersuchungen durch. Ruppel grub dabei eine Töpferwerkstatt der Familie Knütgen aus, die vermutlich im Truchsessischen Krieg am 11. April 1588 zerstört worden war. Abgesehen von einzelnen Aufsätzen steht hierzu eine abschließende Vorlage der Grabungsergebnisse und eine vollständige Auswertung des Fundmaterials noch aus.
Eine erste bedeutende Privatsammlung von Siegburger Steinzeug trug Laurenz Heinrich Hetjens im späten 19. Jahrhundert zusammen. Sie bildete den Grundstock für das Deutsche Keramikmuseum und ist heute in Düsseldorf öffentlich zugänglich. Eine weitere umfangreiche Sammlung unterhält auch das Museum für Angewandte Kunst Köln. Darüber hinaus finden sich weltweit einzelne Stücke Siegburger Keramik in Museen und Sammlungen.

## Trivia
In der südschwedischen Stadt Falsterbo gibt es aufgrund des früheren Hansehandels mit der Töpferstadt Siegburg eine Straße Siegburgska vägen.